# Linyphia straminea
Linyphia straminea là một loài nhện trong họ Linyphiidae.
Loài này thuộc chi Linyphia. Linyphia straminea được Octavius Pickard-Cambridge miêu tả năm 1885.